# Native Son (Bryan Adams)
Native Son  è una canzone di Bryan Adams del suo album Into the Fire pubblicato nel 1987.

## Il brano
Il brano ha preso ispirazione sulle ingiustizie inflitte ai nativi americani dai primi coloni bianchi. il brano è stato usato da Dan Ar Braz nel suo album del 1991 Borders of salt.È stato scritto da Adams e Jim Vallance a Vancouver, in Canada; la scrittura del brano ha avuto inizio nel 1984 ed è stata completata nel 1986. Il brano è stato registrato nel settembre 1986 presso i Cliffhanger Studios, ad ovest di Vancouver ed è stata prodotta da Bob Clearmountain, nel gennaio 1987, presso gli AIR Studios di Londra.Durante la presentazione del libro Louder Than Words: Beyond the Backstage Pass (2024) del chitarrista, giornalista rock e autore Joe Matera, ha scelto un assolo di chitarra come uno dei preferiti di tutti i tempi. La canzone e l'assolo in questione non sono altro che "Native Son" dell'album Into the Fire di Bryan Adams,

## Band di supporto
- Bryan Adams: chitarra ritmica, pianoforte, voce
- Jim Vallance: percussioni
- Keith Scott: chitarra ritmica, chitarra solista
- Tommy Mandel: organo
- Ian Stanley: tastiere
- Dave Taylor: basso
- Mickey Curry: batteria